# Taxil-Schwindel

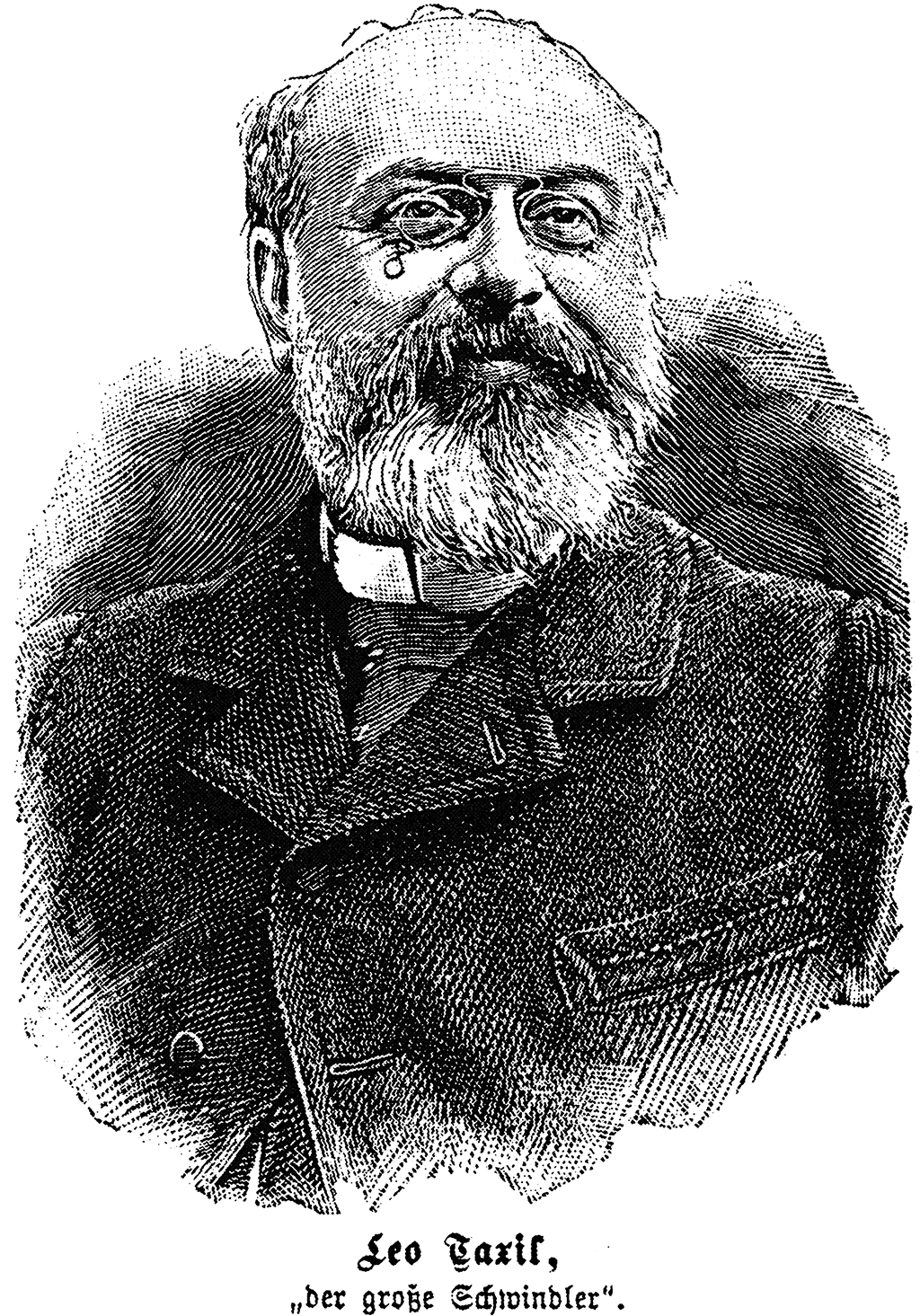
Léo Taxil (zeitgenössischer Stahlstich)

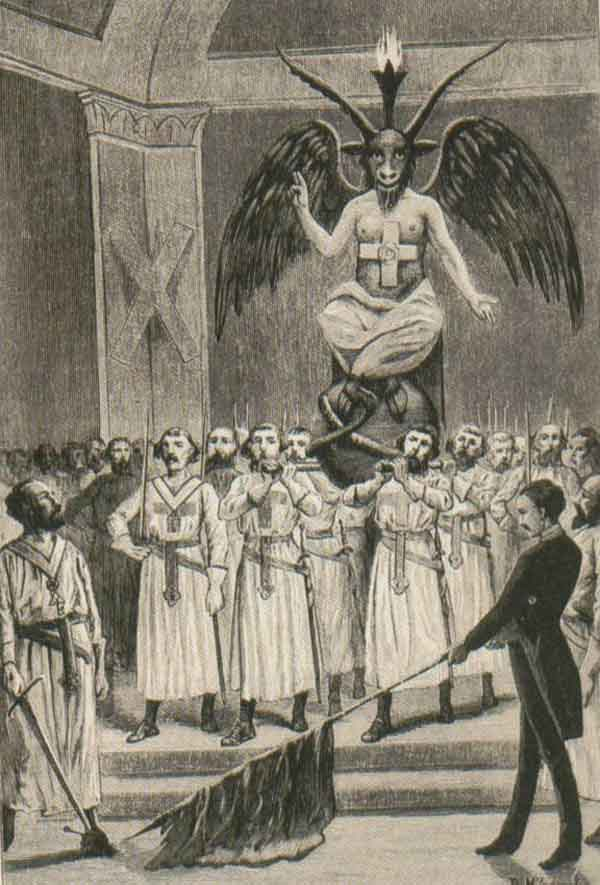
Baphomet in einer Freimaurer-Zeremonie. Illustration in einem von Taxil herausgegebenen Buch.

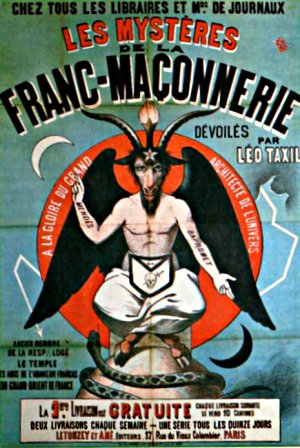
Werbung für ein Abonnement einer Schriftenreihe

Der Taxil-Schwindel war ein von 1885 bis 1897 andauernder Schwindel, bei dem es um eine angebliche Enthüllung geheimer satanischer Riten der Freimaurerei durch den französischen Journalisten Léo Taxil (1854–1907) ging. Nach Taxils Ausschluss aus der Freimaurerei zog er durch seinen Schwindel finanziellen Nutzen aus dem Argwohn der römisch-katholischen Kirche der Freimaurerei gegenüber und konnte zugleich seiner Abneigung beiden Seiten gegenüber Genüge tun.

## Léo Taxil
Léo Taxil (sein eigentlicher Name war Marie Joseph Gabriel Antoine Jogand-Pagès) war zunächst antiklerikal. Zuvor war der Atheist bereits wegen seiner Schmähschrift Die geheimen Liebschaften von Pius IX. verurteilt worden. Ab 1886 antifreimaurerisch, veröffentlichte er eine alphabetische Liste aller angeblichen Freimaurer in Frankreich.
Am 20. April 1884 veröffentlichte Papst Leo XIII. die Enzyklika Humanum genus, die postulierte, dass die Menschheit aus zwei verschiedenen, in Opposition zueinander stehenden Teilen bestehe; die eine kämpfe standhaft für Wahrheit und Tugend, die andere für Lüge und Laster. Die eine sei das Reich Gottes auf Erden, die Kirche Jesu Christi, die andere sei das Königreich Satans, angeführt oder unterstützt durch die Freimaurerei.
Zuvor weithin als Bekämpfer des Katholizismus bekannt, entschied sich Taxil nach dieser Enzyklika 1885 öffentlich angeblich für den Katholizismus und erklärte, dass er damit den durch ihn verursachten Schaden am wahren Glauben gutmachen wolle. Darüber hinaus kündigte er an, in ein Trappistenkloster zu gehen. Dies beeindruckte den Apostolischen Nuntius in Paris derart, dass er ihn darum bat, er möge seine Fähigkeiten als Autor in die Dienste Roms stellen. Taxil erwirkte zu Beginn seiner Antifreimaurerkampagne eine Audienz bei Papst Leo XIII. Taxils Absicht war es entweder, die Freimaurerei öffentlich zu verleumden, weil sie ihn bereits nach drei Besuchen wegen unsauberer Geschäfte ausgeschlossen hatte, oder der Wunsch, die römisch-katholische Kirche in Verlegenheit zu bringen.

## Satanismus-Schwindel
Das erste Buch Les Mystères de la franc-maçonnerie dévoilés (1886) war die in größeren Passagen frei erfundene vierbändige Geschichte der Freimaurerei, die fiktive Augenzeugenberichte über eine vermeintlich androgyne „palladische Freimaurerei“ mit luziferianischen Orgien und Schwarzen Messen enthielt. 1887 erschien beim Verlag Letouzey & Ané Les mystères für erschwingliche 2 Francs als gekürzte Volksausgabe ohne die Illustrationen, eine sogenannte Édition de propagande populaire.
1891 veröffentlichte er das Buch Les Sœurs Maçonnes, in der er „palladistische Satanslogen“ ersann und Éliphas Lévis Baphomet, eine androgyne Gestalt, von 1854 aufgriff. Eine erfundene Sophie Walder sei die palladistische Großmeisterin und „Urgroßmutter des Antichrist[en]“.
Zusammen mit Taxil schrieb der Deutsche Karl Hacks unter dem Pseudonym „Dr. Bataille“ in 200 Fortsetzungen das Werk mit dem Titel Teufel im neunzehnten Jahrhundert, das 10.000 Abonnenten fand. Das Werk beinhaltet viele unplausible Behauptungen. Man erfand eine 1874 geborene Diana Vaughan, welche die Tochter des „Teufels Bitru“ gewesen sein soll. Mit zehn Jahren sei sie Satan geweiht und in eine amerikanische Palladistenloge aufgenommen worden. Weiter wurden ihre Begegnungen mit inkarnierten Dämonen beschrieben, dabei soll einer Prophezeiungen auf ihrem Rücken mit seinem Schweif geschrieben haben, ein anderer Dämon in Form eines Krokodils spielte Klavier. Später sei sie ausgetreten, als sie sich eines Tages zur Verehrung von Jeanne d’Arc bekannt habe, bei deren Name die Dämonen in die Flucht geschlagen worden seien. Als Diana Vaughan publizierte Taxil ihre vermeintlichen Memoiren einer Ex-Palladistin und ein Buch mit dem Titel Eucharistic Novena, eine Sammlung von Gebeten, die vom Papst gelobt wurden. 1896 stand sie im Mittelpunkt des Trienter Antifreimaurerkongresses in der Residenz des Fürstbischofs von Trient, Eugenio Carlo Valussi. Eröffnet wurde dieser Kongress nach Erscheinen der Enzyklika Praeclara gratulationis publicae des Papstes Leo XIII. auf Antrag des Präsidenten der italienischen Antifreimaurerliga Gullino Luigi am 27. September. Zugegen waren 36 Bischöfe, bischöfliche Delegierte, Kardinäle und mehr als 700 zumeist geistliche Abgesandte.

## Enthüllung
1896 entlarvte die katholische Kölnische Volkszeitung Taxil als Schwindler und Miss Diana Vaughan als dessen Frau. Eine entscheidende Rolle spielte dabei der katholische Priester und Historiker Paul Maria Baumgarten, der sich journalistisch für die Presse der katholischen Zentrumspartei betätigte. Der Chefredakteur der Kölnischen Volkszeitung Hermann Cardauns hielt ab 1901 öffentliche Vorträge über „Literarische Kuriosa“, bei denen er auch sehr ausführlich auf Taxil einging.
Am 19. April 1897 deckte Taxil dann selbst im Saal der Geographischen Gesellschaft auf, dass seine spektakulären Enthüllungen über die Freimaurerei fiktiv seien, erklärte zynisch, dass Diana Vaughan nie existiert habe, und dankte der Geistlichkeit für ihre Unterstützung durch ihre Werbung für seine wilden Behauptungen.
Bis heute wird der Schwindel von verschiedenen Gruppen für wahr gehalten und gegen die Freimaurerei verwendet. So publiziert der fundamentalistisch-protestantische Verlag Chick Publications Traktate wie Der Fluch Baphomets.

## Werke Leo Taxils
Deutsche Übersetzungen (Auswahl):
- Leo Taxil: Die Drei-Punkte-Brüder. In 2 Bänden. Übersetzt von Pater Hermann Gruber (Hildebrand Gerber). Buchdruckerei des Werkes des hl. Paulus, Freiburg (Schweiz) 1887.
- Leo Taxil: Bekenntnisse eines ehemaligen Freidenkers. Autorisirte Uebersetzung von Pater Hermann Gruber Buchdruckerei des Werkes des hl. Paulus, Freiburg (Schweiz) 1888.
- Leo Taxil: Der Meuchelmord in der Freimaurerei. Übersetzt von Pater Hermann Gruber (Hildebrand Gerber). Verlag Matthias Mittermüller, Buchhändler des heil. Apostol. Stuhles, Salzburg (Österreich) 1891. Neuausgabe: Edition Acéphale, 2022, Graz, ISBN 978-3-9519873-9-2